# Ceratina rupestris
Ceratina rupestris är en biart som beskrevs av Holmberg 1884. Ceratina rupestris ingår i släktet märgbin, och familjen långtungebin. Inga underarter finns listade i Catalogue of Life.